# Episodi di Station 19 (sesta stagione)
La sesta stagione della serie televisiva Station 19 è composta da 18 episodi, trasmessi in prima visione negli Stati Uniti dal 6 ottobre 2022 al 18 maggio 2023.
In Italia, la prima parte di episodi (ep. 1-13) è stata pubblicata sul servizio di streaming on demand Disney+ dal 2 novembre 2022 al 3 maggio 2023. La seconda parte (ep. 14-18) è stata pubblicata dal 31 maggio al 21 giugno 2023. 
| n. | Titolo originale                                          | Titolo italiano                                               | Prima tv USA     | Prima tv Italia  |
| -- | --------------------------------------------------------- | ------------------------------------------------------------- | ---------------- | ---------------- |
| 1  | Twist and Shout                                           | Twist and Shout                                               | 6 ottobre 2022   | 2 novembre 2022  |
| 2  | Everybody's Got Something to Hide Except Me and My Monkey | Tutti hanno qualcosa da nascondere tranne me e la mia scimmia | 13 ottobre 2022  | 9 novembre 2022  |
| 3  | Dancing with Our Hands Tied                               | Ballando con le mani legate                                   | 20 ottobre 2022  | 16 novembre 2022 |
| 4  | Demons                                                    | Demoni                                                        | 27 ottobre 2022  | 23 novembre 2022 |
| 5  | Pick Up the Pieces                                        | Raccogliere i pezzi                                           | 3 novembre 2022  | 30 novembre 2022 |
| 6  | Everybody Says Don't                                      | Tutti dicono di non farlo                                     | 10 novembre 2022 | 7 dicembre 2022  |
| 7  | We Build Then We Break                                    | Costruiamo e poi rompiamo                                     | 23 febbraio 2023 | 22 marzo 2023    |
| 8  | I Know a Place                                            | Conosco un posto                                              | 2 marzo 2023     | 29 marzo 2023    |
| 9  | Come As You Are                                           | Vieni così come sei                                           | 9 marzo 2023     | 5 aprile 2023    |
| 10 | Even Better Than the Real Thing                           | Persino meglio della realtà                                   | 16 marzo 2023    | 12 aprile 2023   |
| 11 | Could I Leave You?                                        | Potrei abbandonarti?                                          | 23 marzo 2023    | 19 aprile 2023   |
| 12 | Never Gonna Give You Up                                   | Non vi abbandonerò mai                                        | 30 marzo 2023    | 26 aprile 2023   |
| 13 | It's all Gonna Break                                      | Andrà tutto a pezzi                                           | 6 aprile 2023    | 3 maggio 2023    |
| 14 | Get it all Out                                            | Tira fuori tutto                                              | 13 aprile 2023   | 31 maggio 2023   |
| 15 | What Are You Willing to Lose                              | Cosa sei disposto a perdere                                   | 20 aprile 2023   | 7 giugno 2023    |
| 16 | Dirty Laundry                                             | Panni sporchi                                                 | 4 maggio 2023    | 14 giugno 2023   |
| 17 | All These Things That I've Done                           | Tutte le cose che ho fatto                                    | 11 maggio 2023   | 21 giugno 2023   |
| 18 | Glamorous Life                                            | Vita mondana                                                  | 18 maggio 2023   | 21 giugno 2023   |